# Halo (sikkerhedsudstyr)
 For alternative betydninger, se Halo (flertydig). (Se også artikler, som begynder med Halo)
Halo (fra en: halo, glorie) er et beskyttelsesudstyr for chauffører i racerbiler. Det består af en buet stang lavet af titanium, der er placeret for at beskytte førerens hoved.
De første test af systemet blev udført i 2016 og i juli 2017. Siden sæsonen 2018 har FIA gjort haloen obligatorisk på alle køretøjer i Formel 1, Formel 2, Formel 3, Formel E og også Formel 4 (startende i 2021) som en ny sikkerhedsforanstaltning. Nogle andre racer-serier med åbent hjul bruger også halo, såsom IndyCar Series, Super Formula og Australian S5000 Championship. IndyCar-haloen bruges som en strukturel ramme til aeroskærmen.
Halo er blevet krediteret med at redde Alex Peronis liv, efter at hans køretøj lettede fra jorden og styrtede ned under en Formel 3-begivenhed i Monza den 7. september 2019. Haloen var med til at redde Romain Grosjeans liv, da han kørte i autoværnet ved Bahrains Grand Prix 2020 med sin Haas-racer, hvor han, efter at have ramt Daniil Kvjats bil, kørte ind i autoværnet. Bilen ødelagde kollisionsbarrieren, så bilen kunne komme igennem og adskille bagenden af bilen fra sikkerhedscellen. Haloen ramte den øverste del af barrieren og beskyttede Grosjeans hoved mod stød. I en lignende ulykke ved USA's Grand Prix i 1974 blev chauffør Helmuth Koinigg halshugget.